# Tommy Sands
Thomas Adrian „Tommy” Sands (ur. 27 sierpnia 1937 w Chicago) – amerykański piosenkarz i aktor. Pracując jako dziecko w showbiznesie, z dnia na dzień stał się sensacją i natychmiastowym idolem nastolatków, kiedy pojawił się w programie NBC Kraft Television Theatre w styczniu 1957 jako „The Singin' Idol”. Piosenka „Teen–Age Crush” osiągnęła 2. miejsce na liście Hot 100 tygodnika „Billboard” i 1. miejsce na Cashbox.
Posiada swoją gwiazdę na Hollywoodzkiej Alei Gwiazd pod adresem 1560 Vine Street.

## Życiorys
Urodził się w Chicago w Illinois jako syn Grace (z domu Dickson), wokalistki big-bandu i Bena Sandsa, pianisty. Jego ojciec był żydowskim imigrantem z Rosji. Jego matka pochodziła z Teksasu. Przeniósł się z rodziną do Shreveport w Luizjanie. Zaczął grać na gitarze w wieku ośmiu lat i po roku zaczął występować dwa razy w tygodniu w lokalnej stacji radiowej. Na początku swoich nastoletnich lat przeniósł się do Houston w Teksasie, gdzie uczęszczał do Lamar High School i dołączył do zespołu z „Jimmie Lee Durden and the Junior Cowboys”, w skład którego wchodzili Sands, Durden i Billy Reno. Występowali w radiu, na jarmarkach powiatowych i występach osobistych. Miał zaledwie 15 lat, kiedy usłyszał o nim pułkownik Tom Parker i podpisał kontrakt z RCA Records.
11 września 1960 zawarł związek małżeński z Nancy Sinatrą. 28 lipca 1965 doszło do rozwodu. 14 kwietnia 1974 poślubił Sheilę Wallace, z którą ma córkę Jessicę (ur. 18 lipca 1978).

## Filmografia

### Seriale
- 1965: Bonanza jako Wiley Cane
- 1965: Combat! jako szeregowy Jim Carey
- 1968: Hawaii Five-O jako Joey Rand
- 1975: Hawaii Five-O jako Joey Cordell
- 1976: Hawaii Five-O jako Edward Ross

### Filmy
- 1962: Najdłuższy dzień jako ranger armii amerykańskiej
- 1961: W krainie zabawek jako Tom Piper
- 1965: Najodważniejsi z wrogów jako 2. porucznik Blair

## Dyskografia

### albumy
- Steady Date with Tommy Sands, Capitol 848, 1957
- Sing Boy Sing, Capitol 929, 1958
- Sands Storm, Capitol 1081, 1958
- This Thing Called Love, Capitol 1123, 1959
- When I’m Thinking of You, Capitol 1239, 1959
- Sands at the Sands, Capitol 1364, 1960 (na żywo)
- Dream with Me, Capitol 1426, 1960
- Babes in Toy Land, Buena Vista 3913/4022, 1961 (ścieżka dźwiękowa)
- The Parent Trap, Vista 3309, 1961 (ścieżka dźwiękowa)
- Seasons in the Sun, Superscope 3A009, 1969